# 恩布森
恩布森是德国下萨克森州的一个市镇。总面积22.66平方公里，总人口2653人，其中男性1287人，女性1366人（2011年12月31日），人口密度117人/平方公里。